# Empodium

Tarsus
1 Klaue (Unguis)
2 Pulvillus
3 Empodium
4 Arolium (Fußlappen)

Das Empodium, deutsch auch als „Sohlenläppchen“ bezeichnet, ist ein Haftorgan am Fußsegment (Tarsus) der Beine von Gliederfüßern. An der Unterseite trägt es Hafthaare. Es kann borsten- (setiform, dann auch als Processus plantaris bezeichnet) oder lappenförmig (pulvilliform, Lobus plantaris) ausgebildet sein.